# 18-я авеню (линия Уэст-Энд, Би-эм-ти)
|   |   |   |   |   |
| · | · | · | · | · |

|   |   |   |   |   |
| · | · | · | · | · |

«18-я авеню» (англ. 18th Avenue) — станция Нью-Йоркского метрополитена, расположенная на линии Уэст-Энд, Би-эм-ти. Станция находится в Бруклине, в округе Бенсонхерст, на пересечении 18-й авеню, 85-й улицы и Нью-Ютрект авеню. На станции останавливается маршрут D (круглосуточно).

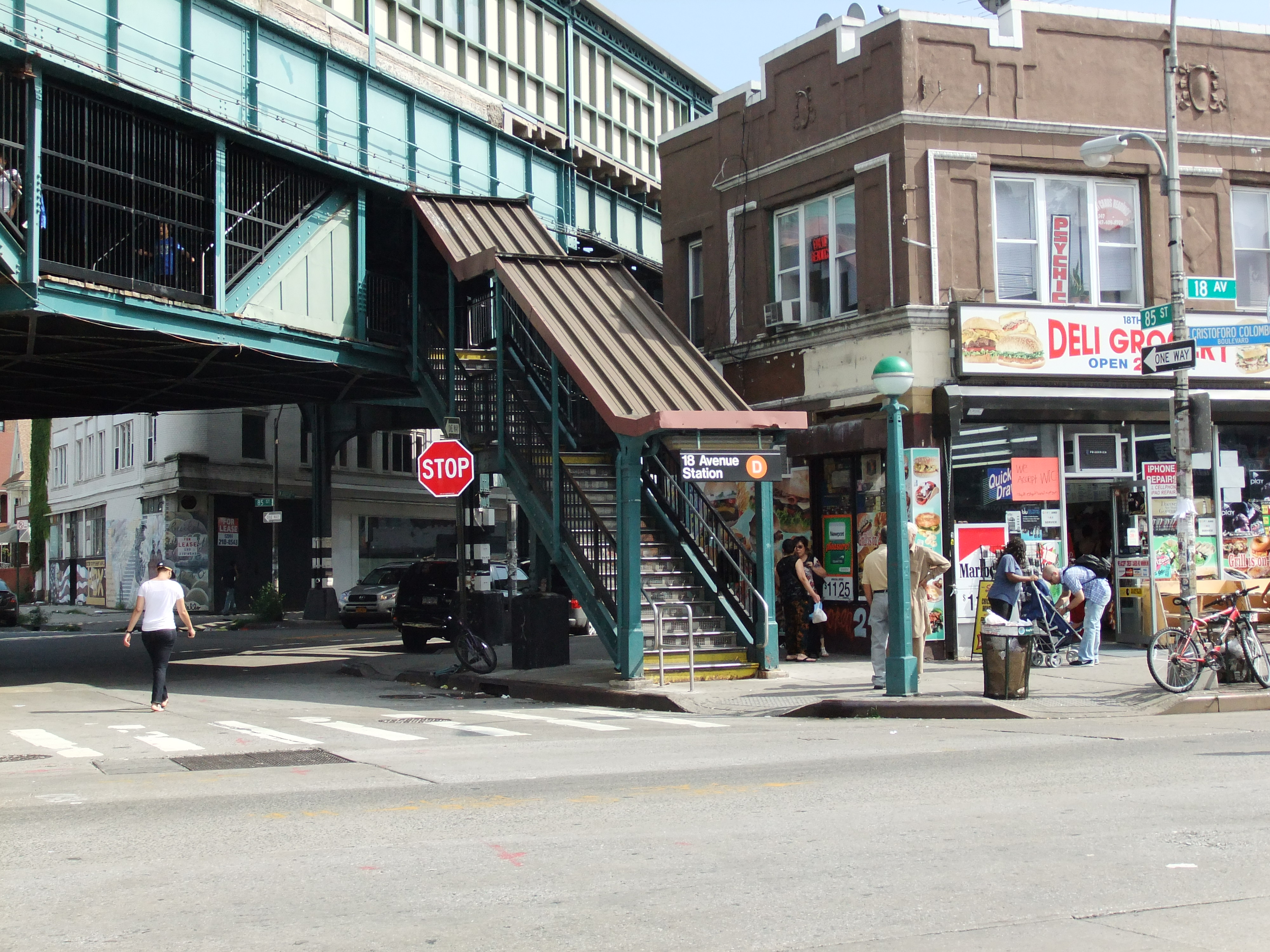
Выход со станции

Станция эстакадная, представлена двумя боковыми платформами, обслуживающими только внешние пути трёхпутного участка линии. Центральный экспресс-путь не используется для маршрутного движения поездов. В центральной части платформы оборудованы навесами. С краев платформы ограждает невысокий чёрный забор, на котором располагаются таблички с названием станции. К югу от станции линия поворачивает — с Нью-Ютрект авеню на 86-ю улицу.
Станция имеет единственный выход, расположенный в центральной части платформ. Лестницы с каждой платформы ведут в эстакадный мезонин под платформами, где расположен турникетный павильон. Оттуда в город ведут три лестницы, к углам перекрестка Нью-Ютрект авеню, 18-й авеню и 85-й улицы. Станция была заснята в сцене погони в фильме «Французский связной».